# Gueral
Gueral é uma povoação portuguesa do Município de Barcelos que foi sede da extinta Freguesia de Gueral, freguesia que tinha 1,91 km² de área e 380 habitantes (2011), e, por isso, uma densidade populacional de 199,0 hab/km².
A Freguesia de Gueral foi extinta em 2013, no âmbito de uma reforma administrativa nacional, tendo sido agregada às freguesias de Chorente, Góios, Courel e Pedra Furada, para formar uma nova freguesia denominada União das Freguesias de Chorente, Góios, Courel, Pedra Furada e Gueral com sede em Chorente.

## População
| População da freguesia de Gueral (1864 – 2011) | População da freguesia de Gueral (1864 – 2011) | População da freguesia de Gueral (1864 – 2011) | População da freguesia de Gueral (1864 – 2011) | População da freguesia de Gueral (1864 – 2011) | População da freguesia de Gueral (1864 – 2011) | População da freguesia de Gueral (1864 – 2011) | População da freguesia de Gueral (1864 – 2011) | População da freguesia de Gueral (1864 – 2011) | População da freguesia de Gueral (1864 – 2011) | População da freguesia de Gueral (1864 – 2011) | População da freguesia de Gueral (1864 – 2011) | População da freguesia de Gueral (1864 – 2011) | População da freguesia de Gueral (1864 – 2011) | População da freguesia de Gueral (1864 – 2011) |
| ---------------------------------------------- | ---------------------------------------------- | ---------------------------------------------- | ---------------------------------------------- | ---------------------------------------------- | ---------------------------------------------- | ---------------------------------------------- | ---------------------------------------------- | ---------------------------------------------- | ---------------------------------------------- | ---------------------------------------------- | ---------------------------------------------- | ---------------------------------------------- | ---------------------------------------------- | ---------------------------------------------- |
| 1864                                           | 1878                                           | 1890                                           | 1900                                           | 1911                                           | 1920                                           | 1930                                           | 1940                                           | 1950                                           | 1960                                           | 1970                                           | 1981                                           | 1991                                           | 2001                                           | 2011                                           |
| 259                                            | 286                                            | 267                                            | 346                                            | 362                                            | 375                                            | 345                                            | 375                                            | 426                                            | 434                                            | 447                                            | 465                                            | 427                                            | 417                                            | 380                                            |